# Sviluppo monosettoriale
Il termine sviluppo monosettoriale in economia indica un tipo di strategia gestionale adottata da un'impresa. Questo tipo di gestione da parte di un'impresa consiste nel fatto che questa decide di crescere nell'unico settore in cui opera sfruttando le competenze acquisite.
Conseguentemente, un'azienda che adopera uno sviluppo di tipo monosettoriale, realizza un processo di integrazione orizzontale, con l'obiettivo di rafforzarsi nel settore in cui opera con l'aumento della propria produttività, l'acquisizione di altre aziende (spesso concorrenti) del medesimo settore e con l'espansione produttiva (apertura di nuovi stabilimenti o delocalizzazione) e commerciale. 